# Turn It On Again: The Tour
Tournées par Genesis
Calling All Stations Tour
(1997-1998) The Last Domino? Tour
(2021-2022)
Turn It On Again: The Tour, parfois abrégé en Turn It On Again Tour, est une tournée du groupe de rock britannique Genesis qui s'est déroulée en 2007, à la fois en Europe et en Amérique du Nord. La tournée est marquée par le retour du batteur et chanteur Phil Collins, qui avait mené le groupe pendant sa période la plus réussie sur le plan commercial avant de partir en 1996. Sur scène, Phil joue avec Tony Banks et Mike Rutherford (membres fondateurs de Genesis) ainsi que Chester Thompson à la batterie et Daryl Stuermer à la guitare/basse.

## Contexte
En novembre 2005, Phil Collins a déclaré à la BBC être ouvert à une forme de réunion avec Genesis. Il a également précisé vouloir éventuellement le faire avec Peter Gabriel, le chanteur initial de Genesis, auquel cas il jouerait juste de la batterie. Après de nombreuses spéculations autour d'une réunion, Tony Banks, Phil Collins et Mike Rutherford et leur manager Tony Smith ont annoncé la tournée le 7 novembre 2006, près de 40 ans après la formation du groupe. Le comédien David Baddiel - fan de Genesis - a annoncé cette nouvelle. Collins a insisté sur le fait que ce serait plus une "sélection de chansons" plutôt qu'une tournée.
À l'origine, Collins, Banks et Rutherford voulaient se réunir avec Peter Gabriel et Steve Hackett, pour pouvoir interpréter des chansons de l'album The Lamb Lies Down à Broadway. Gabriel et Hackett ont tous les deux été contactés, mais avec le désistement de Gabriel pour une question de disponibilité, ce projet a été abandonné. "Peter est un peu trop prudent pour revenir à quelque chose qui est  fondamentalement amusant", a déclaré Collins[citation nécessaire]. À la suite de ces discussions, une courte note de Hackett exprimant ses souhaits de bon déroulement de la tournée a été postée sur son site internet.
De la même manière qu'avant la séparation du groupe, Daryl Stuermer et Chester Thompson sont revenus en tant que musiciens additionnels sur scène.
En juin 2007, le groupe entame la première étape de la tournée en Europe. La scénographie est signée Mark Fisher (en), l'éclairage Patrick Woodroffe (en). Cette première partie de la tournée s'est faite à travers douze pays, en commençant par la capitale finlandaise le 11 juin 2007 et en se terminant par la capitale italienne le 14 juillet 2007. Le concert de Rome était en plein air et gratuit, ce qui a permis d'accueillir un public de 500 000 personnes. Cette étape de la tournée a été documentée dans le film Come Rain or Shine, sorti dans le set DVD When in Rome en 2008. Ce documentaire montre les conditions météorologiques plutôt difficiles auxquelles le groupe a été confronté (pluie essentiellement). Pour les concerts de Paris et d'Amsterdam, le groupe était également accompagné d'une équipe de La7/MTV, de laquelle découle le documentaire Genesis On the Road, diffusé à la télévision italienne avant le concert à Rome.
Le groupe a tenu une conférence de presse à New York le 7 mars 2007 à midi heure locale pour annoncer les détails de l'étape nord-américaine de la tournée. Cette seconde partie a débuté le 7 septembre 2007 dans la capitale canadienne au BMO Field et s'est achevée le 13 octobre 2007 au Hollywood Bowl de Los Angeles.
Le 1er juin 2007 a été annoncé que Genesis travaillerait avec l'équipe Encore Series de TheMusic.com pour enregistrer chaque concert de leur tournée européenne (et également pour leur tournée nord-américaine en cours) pour la réalisation d'un coffret avec 2 CD (semblable à celui fait pour les Who ou encore Peter Gabriel). Tous les spectacles ont été enregistrés directement à partir des sorties des instruments/micros.
L'album Live Over Europe 2007 est sorti le 20 novembre 2007 en Amérique du Nord et le 26 novembre 2007 au Royaume-Uni. Le triple DVD When in Rome 2007 (en) est sorti le 26 mai 2008 (10 juin 2008 pour l'Amérique du Nord). Il s'agit des enregistrements vidéo du concert gratuit filmé au complet, qui s'est tenu à Rome le 14 juillet 2007. L'ensemble contient également le documentaire Come Rain or Shine, qui a été diffusé dans certains cinémas au Royaume-Uni et ailleurs en Europe le 20 mai 2008. Le concert du 27 juin 2007 à Düsseldorf a été diffusé en direct dans quelques cinémas britanniques, espagnols et suédois. La majeure partie de la tournée a été enregistrée directement à partir des sorties audio des artistes, et publiée en collaboration avec le groupe par la série Encore Music et TheMusic.com.
Contrairement aux autres tournées de Genesis avec Phil Collins, celle de 2007 a été presque intégralement jouée un ton en dessous des enregistrements studio, afin de compenser le vieillissement de la voix de Collins. Seuls Hold on My Heart, Follow You Follow Me et tous les instrumentaux ont été interprétés dans la tonalité originale. Des clips montrant Collins tentant d'atteindre des notes plus élevées lors des répétitions sur The Cinema Show et In Too Deep apparaissent dans Come Rain or Shine. Un clip d'une répétition en octobre 2006 à New York montre le groupe discutant du changement de tonalité pour Mama, Collins prenant exemple sur Elton John et son besoin de chanter des chansons plus anciennes dans une tonalité beaucoup plus basse que l'originale. Collins a ajouté que Paul McCartney continuait de chanter toutes ses chansons dans leur tonalité d'origine, bien qu'il ne soit pas capable de chanter correctement la plupart des notes les plus aiguës.

## Répertoire

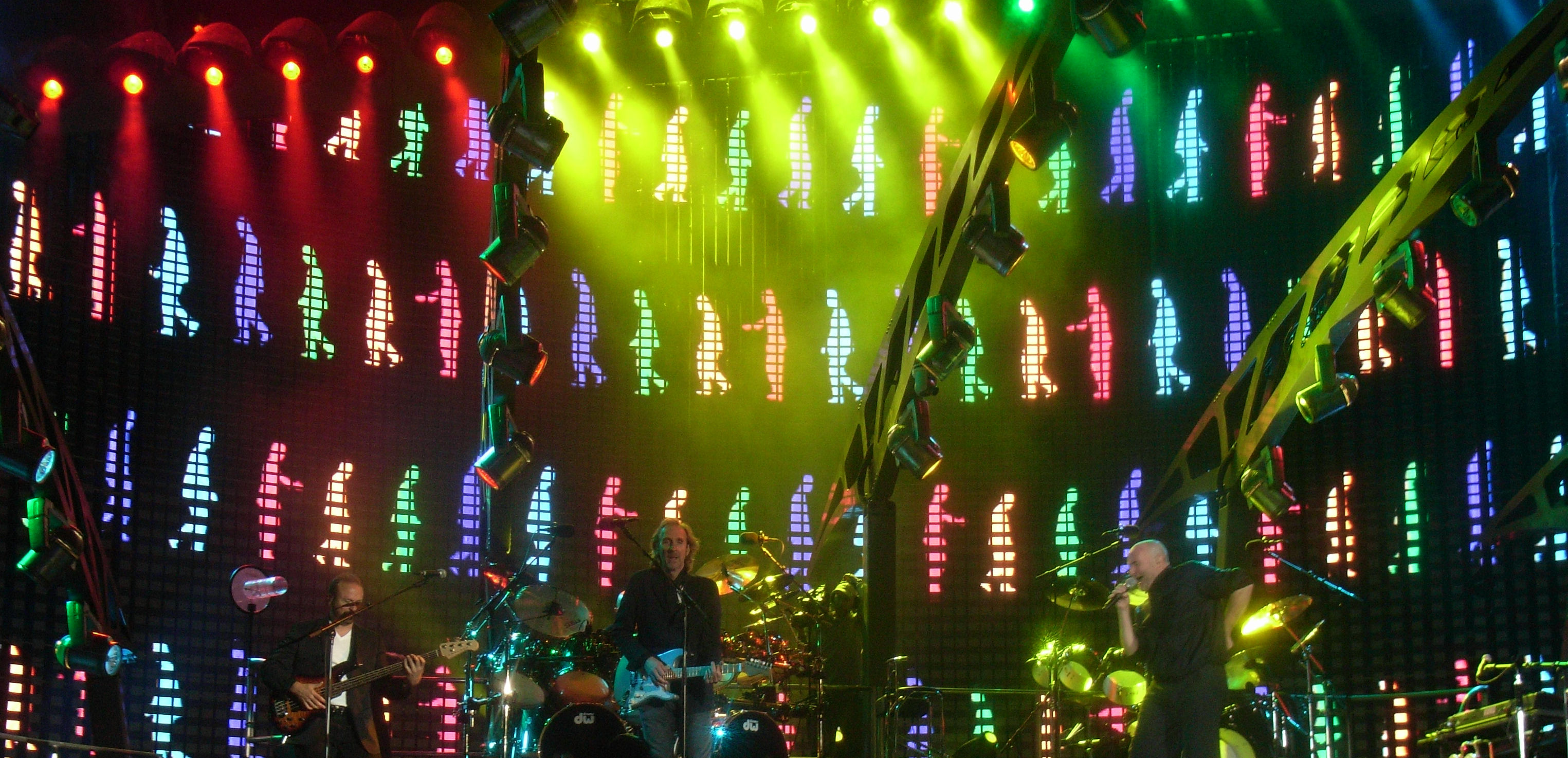
Les jeux de lumières et vidéos projetées pendant I Can't Dance.

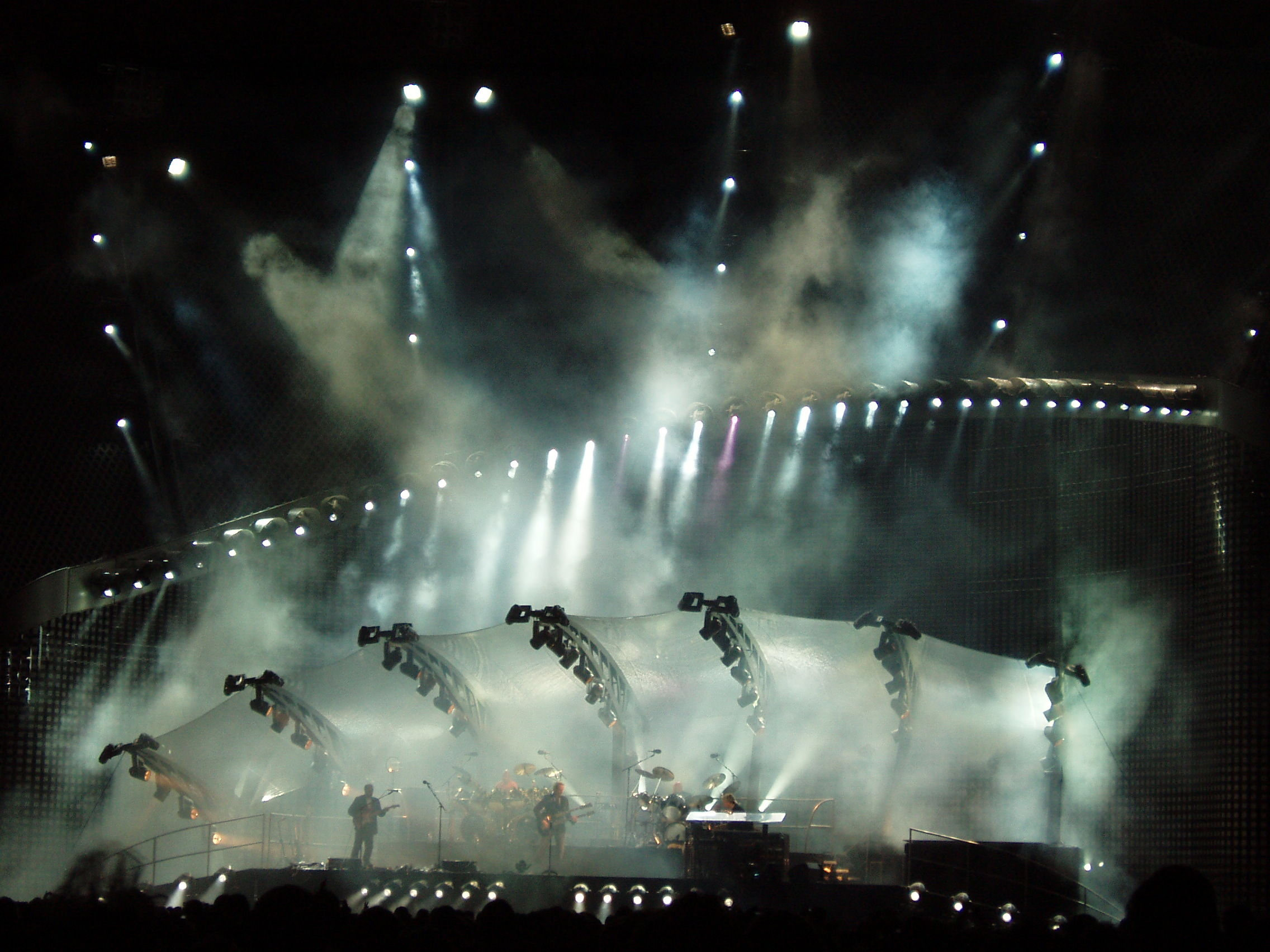
Genesis interprétant Los Endos à Twickenham

Lors de la conférence de presse initiale à Londres, il a été révélé que les chansons interprétées s'étaleraient jusqu'en 1973. Ils faisaient ici référence aux chansons Domino (en), Afterglow, In the Cage et Los Endos. Des séquences des répétitions du groupe ont été projetées lors de la conférence, montrant le groupe travaillant sur No Son of Mine et Home by the Sea. Il a été confirmé qu'aucune chanson de l'album Calling All Stations ne serait joué et que le groupe ne prévoyait pas de jouer Supper's Ready. Plus tard, un extrait de la chanson Stagnation (de l'album Trespass, 1970) serait inclus dans le medley.
D'autres détails ont été découverts alors que Genesis répétait à Cossonay, en Suisse, en avril et mai 2007. Des enregistrements audio et vidéo de fans ont alors commencé à faire surface sur Internet. Ces enregistrements ont révélé que le groupe travaillait sur un certain nombre de chansons plus anciennes, dont Behind the Lines (en), I Know What I Like (In Your Wardrobe), The Carpet Crawlers et Follow You Follow Me ainsi que des singles Invisible Touch, I Can't Dance et Throwing It All Away.
Dans une interview avec Tony Banks et Mike Rutherford, il a été confirmé que Jesus He Knows Me de l'album We Can't Dance et Abacab de l'album éponyme ont été répétés bien qu'aucune d'entre elles n'ait été interprétée.
Le répertoire complet a été révélé après les répétitions à Bruxelles, en Belgique. Cet ensemble est resté inchangé tout au long de la partie européenne de la tournée :
1. Intro de Duke (Behind the Lines (en)/Duke's End)
2. Turn It On Again
3. No Son of Mine
4. Land of Confusion
5. In the Cage/The Cinema Show (instrumental seulement)/Duke's Travels/Afterglow (Medley)
6. Hold on My Heart
7. Home by the Sea/Second Home by the Sea
8. Follow You Follow Me
9. Firth of Fifth (instrumental seulement)/I Know What I Like (In Your Wardrobe)
10. Mama
11. Ripples...
12. Throwing It All Away
13. Domino (en)
14. Conversations with Two Stools (duo de batterie)
15. Los Endos
16. Tonight, Tonight, Tonight (les trois premiers couplets et refrains)/Invisible Touch

Rappel s:
1. I Can't Dance
2. The Carpet Crawlers

Une liste de chansons identique a été utilisée sur la partie nord-américaine de la tournée. Pour le producteur du groupe, Nick Davis, "aucun changement n'[était] prévu". Tony Banks avait toutefois cité In Too Deep d'Invisible Touch comme un ajout possible, peut-être au détriment de Ripples..., mais ce changement n'a pas été fait. La seule modification du répertoire a eu lieu le 12 octobre au Hollywood Bowl, où les deux dernières chansons ont dû être abandonnées en raison de fortes pluies causant des problèmes sur les claviers de Tony Banks.
Au début du duo de batterie, Thompson et Collins commencent à jouer du tambour. Cette idée a évolué à partir du moment où Collins a été interviewé lors du The Way We Walk Tour sur la façon dont ces duos étaient construits. Il a déclaré : "La plupart de ce qui était préparé change au cours de la tournée, ce qui fait que le duo à la fin de la tournée est beaucoup plus long que celui du début. En revanche, au début, Chester et moi nous asseyons de chaque côté d'une chaise et battons des rythmes jusqu'à ce que quelque chose colle"[réf. nécessaire].

## Interprètes
- Tony Banks - claviers, Moog Taurus, chœurs, effets sonores
- Mike Rutherford - guitare, basse, chœurs
- Phil Collins – chant, batterie, percussions

### Musiciens additionnels
- Daryl Stuermer - basse, guitare, chœurs
- Chester Thompson – batterie, percussions

## Dates de tournée
| Date              | Ville           | Pays       | Lieu                        | Tickets vendus /en vente | Bénéfices (en dollars) |
| Europe ,          | Europe ,        | Europe ,   | Europe ,                    | Europe ,                 | Europe ,               |
| ----------------- | --------------- | ---------- | --------------------------- | ------------------------ | ---------------------- |
| 11 juin 2007      | Helsinki        | Finlande   | Stade olympique d'Helsinki  | 32 237/40 000            | 3 007 407              |
| 14 juin 2007      | Herning         | Danemark   | Messecenter Herning (en)    | 35 785/35 785            | 4 774 616              |
| 15 juin 2007      | Hambourg        | Allemagne  | Volksparkstadion            | 45 835/45 835            | 3 629 362              |
| 17 juin 2007      | Berne           | Suisse     | Stade du Wankdorf           | 39 641/39 641            | 3 737 259              |
| 19 juin 2007      | Linz            | Autriche   | Linzer Stadion              | 23 392/28 000            | 2 032 056              |
| 20 juin 2007      | Prague          | Tchéquie   | Parking de l'O2 Arena       | 18 881/23 000            | 1 458 295              |
| 21 juin 2007      | Chorzów         | Pologne    | Stade de Silésie            | 33 088/45 000            | 1 462 965              |
| 23 juin 2007      | Hanovre         | Allemagne  | HDI-Arena                   | 48 908/48 908            | 4 061 881              |
| 24 juin 2007      | Bruxelles       | Belgique   | Stade Roi Baudouin          | 30 736/45 000            | 3 308 361              |
| 26 juin 2007      | Düsseldorf      | Allemagne  | Merkur Spiel-Arena          | 88 397/88 397            | 7 387 928              |
| 27 juin 2007      | Düsseldorf      | Allemagne  | Merkur Spiel-Arena          | 88 397/88 397            | 7 387 928              |
| 28 juin 2007      | Stuttgart       | Allemagne  | Mercedes-Benz Arena         | 50 736/50 736            | 4 208 021              |
| 30 juin 2007      | Paris           | France     | Parc des Princes            | 49 606/49 606            | 4 593 809              |
| 1er juillet 2007  | Amsterdam       | Pays-Bas   | Johan Cruyff Arena          | 52 622/52 622            | 3 819 127              |
| 3 juillet 2007    | Berlin          | Allemagne  | Stade olympique de Berlin   | 57 434/65 000            | 5 071 146              |
| 4 juillet 2007    | Leipzig         | Allemagne  | Red Bull Arena              | 46 676/46 676            | 4 009 938              |
| 5 juillet 2007    | Francfort       | Allemagne  | Deutsche Bank Park          | 44 040/44 040            | 3 610 047              |
| 7 juillet 2007    | Londres         | Angleterre | Stade de Wembley            | NC                       | NC                     |
| 7 juillet 2007    | Manchester      | Angleterre | Old Trafford                | 45 066/45 066            | 5 659 310              |
| 8 juillet 2007    | Londres         | Angleterre | Stade de Twickenham         | 54 279/54 279            | 6 860 806              |
| 10 juillet 2007   | Munich          | Allemagne  | Stade olympique de Munich   | 44 740/44 740            | 3 667 427              |
| 12 juillet 2007   | Lyon            | France     | Stade de Gerland            | 30 830/40 000            | 2 736 643              |
| 14 juillet 2007   | Rome            | Italie     | Circus Maximus              | +/- 500 000              | Concert gratuit        |
| Amérique du Nord  |                 |            |                             |                          |                        |
| 5 septembre 2007  | Toronto         | Canada     | Scotiabank Arena            | 300/300                  | 0                      |
| 7 septembre 2007  | Toronto         | Canada     | BMO Field                   | 22 963/23 593            | 3 125 482              |
| 8 septembre 2007  | Buffalo         | États-Unis | KeyBank Center              | NC                       | NC                     |
| 9 septembre 2007  | Pittsburgh      | États-Unis | Civic Arena                 | NC                       | NC                     |
| 11 septembre 2007 | Boston          | États-Unis | TD Garden                   | 12 400/12 400            | 1 820 625              |
| 12 septembre 2007 | Albany          | États-Unis | Times Union Center          | NC                       | NC                     |
| 14 septembre 2007 | Montréal        | Canada     | Stade olympique de Montréal | 39 737/43 370            | 5 331 114              |
| 15 septembre 2007 | Ottawa          | Canada     | Centre Canadian Tire        | 12 137/12 137            | 1 572 429              |
| 16 septembre 2007 | Hartford        | États-Unis | XL Center                   | 11 172/11 172            | 1 591 399              |
| 18 septembre 2007 | Philadelphie    | États-Unis | Wells Fargo Center          | 36 007/38 634            | 4 965 949              |
| 19 septembre 2007 | Philadelphie    | États-Unis | Wells Fargo Center          | 36 007/38 634            | 4 965 949              |
| 20 septembre 2007 | Philadelphie    | États-Unis | Wells Fargo Center          | 36 007/38 634            | 4 965 949              |
| 22 septembre 2007 | Columbus        | États-Unis | Nationwide Arena            | 13 181/13 181            | 1 589 095              |
| 23 septembre 2007 | Washington      | États-Unis | Capital One Arena           | 13 198/13 198            | 1 882 260              |
| 25 septembre 2007 | New York City   | États-Unis | Madison Square Garden       | 12 752/12 752            | 2 127 449              |
| 27 septembre 2007 | East Rutherford | États-Unis | Giants Stadium              | 38 019/43 726            | 4 694 338              |
| 29 septembre 2007 | Cleveland       | États-Unis | Rocket Mortgage FieldHouse  | 13 944/13 944            | 1 648 332              |
| 30 septembre 2007 | Auburn Hills    | États-Unis | The Palace of Auburn Hills  | NC                       | NC                     |
| 2 octobre 2007    | Chicago         | États-Unis | United Center               | 37 221/42 276            | 5 070 887              |
| 3 octobre 2007    | Chicago         | États-Unis | United Center               | 37 221/42 276            | 5 070 887              |
| 4 octobre 2007    | Chicago         | États-Unis | United Center               | 37 221/42 276            | 5 070 887              |
| 6 octobre 2007    | Denver          | États-Unis | Ball Arena                  | NC                       | NC                     |
| 9 octobre 2007    | San José        | États-Unis | SAP Center at San Jose      | 11 578/12 567            | 1 728 525              |
| 10 octobre 2007   | Sacramento      | États-Unis | Sleep Train Arena           | NC                       | NC                     |
| 12 octobre 2007   | Los Angeles     | États-Unis | Hollywood Bowl              | 31 757/33 824            | 3 947 389              |
| 13 octobre 2007   | Los Angeles     | États-Unis | Hollywood Bowl              | 31 757/33 824            | 3 947 389              |